# لوئی آلفونس دو بوربون
لوئی آلفونس دو بوربون  ( اسپانیایی: Luis Alfonso Gonzalo Víctor Manuel Marco de Borbón y Martínez-Bordiú‎   متولد ۲۵ آوریل ۱۹۷۴) رئیس دودمان بوربون است. اعضای این خانواده قبلا بر فرانسه و سایر کشورها حکومت می‌کردند. به گفته مشروعه‌خواهان, لوئی آلفونس به عنوان لوئی بیستم مدعی تاج و تخت فرانسه در نظر گرفته می‌شود.  از زمان مرگ پدرش در سال ۱۹۸۹، او از عنوان دوک آنژو استفاده کرده است. 
لوئی آلفونس خود را وارث ارشد هوگو کاپه، پادشاه فرانک‌ها (حکومت ۹۸۷-۹۹۶) می‌داند. ادعای او برای تاج و تخت منقرض شده فرانسه بر اساس تبار او از لوئی چهاردهم (ح. ۱۶۴۳-۱۷۱۵) از طریق نوه‌اش فلیپه پنجم اسپانیایی است. فیلیپه بر اساس معاهده اوترخت در سال ۱۷۱۳ از ادعای خود برای تاج و تخت فرانسه صرف نظر کرد. مدعیان رقیب اورلئانیست استدلال می‌کنند که این امر، و همچنین متولد شدن یک شهروند اسپانیایی، باعث می‌شود که لوئی آلفونس واجد شرایط برای تاج و تخت نباشد.  آنها همچنین با توجه به شایعات مربوط به نامشروع بودن آلفونسو دوازدهم (پدربزرگ او) می‌پرسند که آیا او واقعاً وارث لوئی چهاردهم است. 
لوئی آلفونس از نظر پدری نوه ارشد آلفونسوی سیزدهم، پادشاه اسپانیا است. با این حال، پدربزرگش اینفانته یامه، دوک سگویا، به دلیل ناشنوایی خود، از حق خود برای تاج و تخت اسپانیا برای خود و فرزندانش چشم‌پوشی کرد (انکار مورد مناقشه مشروعه نویسان). تاج اسپانیا به پسرعموی دومش ، پادشاه اسپانیا فیلیپه ششم رسیده است. او همچنین از طریق مادرش نوه ژنرال فرانسیسکو فرانکو است. و از طریق پدرش، نوه جد ملکه ویکتوریا ملکه بریتانیا است.

## سیاست

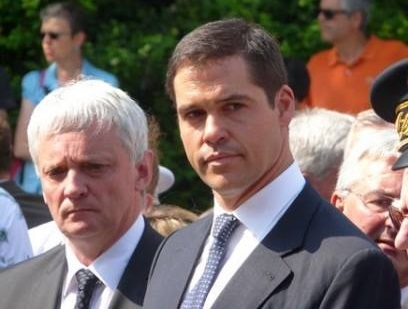
لویی دوبوربون در کنار تیری لازارو.

لوئی آلفونس خود را یک پادشاهی‌خواه توصیف می‌کند، «اما نه ضد جمهوری». او برای یک پادشاهی مشروطه، با پادشاهی که به عنوان مرجع اخلاقی، سفیر خارجی، شخصیت متحدکننده و یادآور تاریخ یک ملت عمل می‌کند، استدلال می‌کند. او با حزب سیاسی محافظه‌کار اسپانیایی بکس ارتباط دارد و از دوستان نزدیک رهبر آن سانتیاگو آباسکال است.
او علیه ازدواج همجنسگرایان، فرزندخواندگی همجنسگرایان  و سقط جنین صحبت کرده است.
در مارس ۲۰۱۱۸، لوئی آلفونس به عنوان رئیس افتخاری بنیاد ملی فرانسیسکو فرانکو انتخاب شد، سمتی که مادربزرگش، کارمن فرانکو، اولین دوشس فرانکو ، تا زمان مرگش در دسامبر ۲۰۱۷ در این سمت بود  در ۱۵ ژوئیه، اواخر همان سال، او رهبری تظاهرات جنبش برای اسپانیا را در دره شهدا انجام داد ، رهبری حامیان دیکتاتور فقید اسپانیا، پدربزرگ او فرانسیسکو فرانکو . آنها با طرح دولت سوسیالیست اسپانیا برای برداشتن بقایای فرانکو از کلیسایی در نزدیکی مادرید مخالفت کردند. او همچنین طوماری را در change.org راه اندازی کرد و خواستار استعفای نخست وزیر سوسیالیست پدرو سانچز شد.
در سال ۲۰۱۹، او حمایت عمومی را از جنبش جلیقه‌زردها در فرانسه ابراز کرد،  و بعداً در کنگره جهانی خانواده سیزدهم سخنرانی کرد، جایی که او خواستار بازگشت به «جامعه مسیحی» شد. 